# هارولد جي. نيلسون
هارولد جي. نيلسون (بالإنجليزية: Harold G. Nelson)‏ هو مهندس معماري أمريكي، ولد في 1949.